# Susi Sánchez
Asunción Sánchez Abellán, més coneguda com a Susi Sánchez   (València, 21 de març de 1955) és una actriu valenciana de cinema, teatre i televisió. Ha tingut una extensa carrera participant en diversos films dels principals realitzadors espanyols. Destaquen els seus papers al film Juana la loca de Vicente Aranda, a la sèrie de televisió Carlos, rey emperador o a les obres Cara de plata o Mujeres soñaron caballos, per les que va guanyar diversos premis de la Unió d'actors espanyola. El 2018 va guanyar el Goya a la millor actriu pel seu paper a La malaltia del diumenge i el 2023 el premi Goya a la millor actriu de repartiment pel seu treball a Cinco lobitos.

## Filmografia seleccionada
- 2018: La malaltia del diumenge
- 2017: El guardián invisible
- 2016: Julieta
- 2015: Truman
- 2013: Los amantes pasajeros
- 2011: La piel que habito
- 2004: Incautos

## Vida personal
És parella de la també actriu i directora Consuelo Trujillo. Totes dues s'han destacat per la defensa dels Drets LGBT.